# Bytkiw
Bytkiw (ukrainisch Битків; russisch Бытков Bytkow, polnisch Bitków oder Biłków) ist eine in der westukrainische Oblast Iwano-Frankiwsk liegende Siedlung städtischen Typs mit etwa 3900 Einwohnern.
Bytkiw liegt am Ufer des Bytkiwtschyk, etwa 45 Kilometer südwestlich der Oblasthauptstadt Iwano-Frankiwsk und 12 Kilometer westlich der Rajonshauptstadt Nadwirna.

## Geschichte
Der Ort wurde 1390 zum ersten Mal schriftlich erwähnt und gehörte von 1772 bis 1918 unter seinem polnischen Namen Bitków zum österreichischen Galizien. Nach dem Ende des Ersten Weltkrieges kam die Ortschaft zu Polen und lag hier ab 1921 in der Woiwodschaft Stanislau, Powiat Nadwórna. Mit Beginn des Zweiten Weltkriegs wurde das Dorf erst von der Sowjetunion und ab 1941 bis 1944 von Deutschland besetzt, dieses gliederte den Ort in den Distrikt Galizien ein.
1945 kam der Ort wiederum zur Sowjetunion, dort wurde sie Teil der Ukrainischen SSR und ist seit dem Zerfall der Sowjetunion 1991 ein Teil der unabhängigen Ukraine. Der nunmehr Bytkow/Bytkiw genannte Ort erhielt während der sowjetischen Zeit 1940 den Status einer Siedlung städtischen Typs.
Am 2. Juli 2019 wurde die Siedlung ein Teil der neu gegründeten Landgemeinde Passitschna im Rajon Nadwirna, bis dahin bildete sie die Siedlungsratsgemeinde Bytkiw (Битківська селищна рада/Bytkiwska selyschtschna rada) im Nordwesten des Rajons.